# Wilhelm Henrich
Wilhelm Henrich (* 6. Februar 1889 in Darmstadt; † 11. Dezember 1955 ebenda) war ein deutscher Kulturbeamter und Theaterintendant.

## Leben
Wilhelm Henrich war der Sohn des späteren hessischen Finanzministers Konrad Henrich und seiner Frau Amalia Friederike Henrich geb. Wagner.
Henrich besuchte das Ludwig-Georgs-Gymnasium in Darmstadt und studierte nach dem Abitur Jura und Volkswirtschaft. Nach dem Referendariat wurde er in den Landesdienst übernommen. Es folgten Tätigkeiten beim Kreisamt Büdingen sowie als Landamtmann der Provinz Starkenburg.
Henrich warb im Jahre 1922 in Darmstädter Tageszeitungen für den Antrag der Deutschen Demokratischen Partei (DDP), den Georg-Büchner-Preis einzurichten. Der Antrag wurde vom DDP-Fraktionsvorsitzenden Julius Reiber eingebracht und im Hessischen Landtag am 8. August 1922 beschlossen. Der Georg-Büchner-Preis wurde erstmals am 11. August 1923 verliehen.
Als Referent beim Landesamt für das Bildungswesen im Volksstaat Hessen war Henrich in verschiedenen regionalen und überregionalen Gremien zur Förderung der Kultur tätig. 
Nach der Machtergreifung der Nationalsozialisten wurde er unter Berufung auf das Gesetz zur Wiederherstellung des Berufsbeamtentums entlassen. 
Nach dem Zweiten Weltkrieg wurde er in der hessischen Regierung von Ludwig Bergsträsser mit kulturellen Fragen beauftragt. Kurzzeitig war er auch Intendant des Landestheaters in Darmstadt. In dieser Funktion hat er wesentliche Weichenstellungen für die Wiedereröffnung des Theaters im Dezember 1945 erreicht.
Die von Henrich verfassten Prosawerke und Dichtungen sind heute weitgehend in Vergessenheit geraten.